# Перманганат кадмия
Перманганат кадмия — неорганическое соединение,
соль кадмия и марганцовой кислоты с формулой Cd(MnO4)2,
растворяется в воде,
образует кристаллогидраты.

## Физические свойства
Перманганат кадмия образует кристаллогидрат состава Cd(MnO4)2•6H2O.